# 加紫久利神社
加紫久利神社（かしくりじんじゃ）は鹿児島県出水市下鯖町にある神社。式内社で、旧社格は県社。

## 祭神
- 天照大神
- 多紀理毘売命　※加紫久利神社社伝によると天照大神の娘とされる。
- 住吉三神
- 応神天皇
- 神功皇后

また、摂末社として稲荷神が祭られている。

## 沿革
創始年代は不詳であるが、社伝によれば遠く神代とも創建以来凡そ2000年ともされているが、『式内社調査報告』によると、当神社は、大宝2年（702年）薩摩建国と同時に肥後国境にそびえる加紫久利山の山麓に宇佐の３女神を移祭したものであり、それは大宝2年（702年）の隼人征討軍に参加した豊前上三毛郡加自久也里出身地と推定される加志君和多利が、その出身地の大富神社の祭神を奉祀したものであるという。隼人征討軍に従軍して功績のあった加志君は、戦後肥後国境守備を命ぜられてここに屯住し、郷里加自久也里の地名にちなんでこの地を加自久里と呼んだとされる。当時豊前加自久也里は郷里制の改正で炊江郷となるが、薩摩加自久里も本家分家の関係から借家郷という訓の同じ郷名に替えて和名抄にその名をとどめることになったとされる。
弘仁14年（823年）に日本66国のうちの薩摩のための大社として加紫久利神社が確定したという。
仁寿元年（851年）に官社に列し、貞観2年（860年）3月に従五位下から従五位上に昇った。
『延喜式神名帳』では枚聞神社と共に名前が見え、薩摩国の神社として記載のあるただ2つの例の一つであった。そのため後世「薩摩二ノ宮」とも言われている（薩摩国は鎌倉時代以後、一宮が2社存在し二宮不詳）。
当神社の由緒にある加紫久利山は、熊本県水俣市と鹿児島県出水市の県境にまたがる矢筈岳の古い呼び名であるとされ、山頂には矢越神社が鎮座しており当神社が管理している。この神社の例祭が当神社の春祭と同じ３月４日であることから両社の間には何らかの関係があったとも考えられるが、現在しかとした伝承は伝わっていないものの、元々は加紫久利山を神体とする山岳信仰から始まった神社であったとも考えられる。
薩摩建国にゆかりをもつ歴史のある神社であることから、その後この地の支配者となった島津氏の尊崇も篤く、21代島津吉貴は、当神社を薩州の総社と唱えるよう迎出して社殿の造営に当たった。
明治10年（1877年）の西南戦争により全焼し、社殿はおろか歴代伝えた宝物すら失った。同13年（1880年）に社殿は再興されたものの、その後の新田開発などで境内を大きく浸食され、戦後には社殿崩壊の危機にまで瀕した。

## 社殿
現在の社殿は地元有志の寄付により昭和36年（1961年）に再建され、平成元年（1989年）に改築されたものである。